# 労働党 (オランダ)
労働党（ろうどうとう、Partij van de Arbeid、略称: PvdA）はオランダの民主社会主義政党。ディック・スホーフ政権には野党の立場をとる。

## 党史

### 1945年から1965年まで
1946年2月9日、社会主義政党の社会民主労働党（SDAP）、リベラル左派政党の自由民主連合（VDB） およびキリスト教左派政党のキリスト教民主同盟（CDU、プロテスタント系）の3政党が合併して誕生した。3党は第二次世界大戦中にカトリックのレジスタンスに参加した者、キリスト教歴史同盟（CHU）や反革命党（ARP）（いずれもプロテスタント系）の元党員から構成されていた。
結党当初は社会主義に自由主義や宗教、人文主義を包含した理念を有していたが、1948年には党の左傾化に批判的な元自由民主連合系の一部党員が離党して、中道右派政党の自由民主国民党（VVD）を結成。1946年から1948年にかけてはカトリック人民党（KVP）などから成る連立政権の与党となった。1948年にはウィレム・ドレース首相を輩出し、1958年まで連立枠組みを変えながら存続した。
この間国内は大戦からの復興が一段落し、福祉国家建設に取り組みインドネシアが独立を果たした。1958年以後は自由民主国民党に政権の座を奪われ、1965年まで野党に留まった。

### 1965年から1989年まで
1965年に中道右派連立政権内で軋みが生じると、労働党も参加する新たな連立政権が誕生。しかしこの連立政権も財政問題を巡り内部抗争が絶えず短命に終わった。
一方、労働党内では若手議員（いわゆる新左翼）を中心に、女性解放や環境保全、第三世界への開発援助などの問題にも取り組むべきとして党改革を主張する動きが表面化し、一時党内は混乱状態に陥った。また、この新左翼の運動に呼応して、ドレースの実子であるウィレム・ドレース・ジュニアが中道政党の党員らを巻き込み新右翼政党を結成。1970年、労働党内の内部抗争に嫌気がさした一部党員が離党し民主社会70（DS70）を結党した。
新左翼が新たな勢力として興隆する中、労働党は新左翼への切り崩し戦略を図るべく、議会内で多数を占める進歩派を基盤とする政権造りに邁進する。労働党は左派リベラル政党の民主66やキリスト教系の急進党（PPR）とともに協力体制を築いた（進歩協定）。1971年・1972年の総選挙に際して3党は、急進的な共通マニフェストを掲げ選挙後に連立内閣を組織する協定を結んだが、いずれの選挙でも敗北した。一方で、労働党の離党者から成る民主社会70は第1次ビースフーヴェル内閣の与党となった。
また1972年の選挙では、労働党もカトリック人民党も過半数を取ることが出来なかったため、両党らは共闘し労働党党首のヨープ・デン・アイルを首班とする連立政権を発足させる（連立与党は労働党、カトリック人民党、反革命党、キリスト教歴史同盟、民主社会70）。この連立政権は社会や経済の抜本的な改革に乗り出すが、不況とイデオロギー上の問題を抱え頓挫。特に、首相とカトリック人民党との折り合いが悪く、1977年の選挙直前に連立政権が瓦解してしまった。選挙後はキリスト教民主主義政党のキリスト教民主アピール（CDA）と自由民主国民党との連立政権が誕生し労働党は野党となった。
1981年の選挙では、キリスト教民主アピールと自由民主国民党が共に大敗し、議会第1党のキリスト教民主アピールは労働党やリベラル左派政党の民主66（D66）との共闘を選択するものの、ドリース・ファン・アフト率いる新政権はアイルとの諍いが絶えず数ヶ月後に崩壊。1982年と1986年の各選挙ではキリスト教民主アピールと自由民主国民党がいずれも勝利し労働党は野党に転落した。この間党改革を進め、1986年にはアイルが政治家を引退し代わってウィム・コックが党首となった。

### 1989年から現在まで
1989年の選挙後、キリスト教民主アピールとの連立政権に復帰し、コックは第3次ルード・ルベルス内閣の副首相兼財務大臣に就任した。労働党は公営企業の民営化や福祉国家の見直しなど、ルベルス政権が着手した経済改革を受け入れつつ与党に留まった。党の姿勢に対しては労働組合から強い抗議を受けたのみならず、党内でも大きな波紋を広げた。
1994年の選挙では、連立与党は議会で過半数割れとなったものの、労働党が議会第1党になり、コックは労働党、自由民主国民党、民主66による連立政権を樹立した（第1次コック内閣）。1918年以降初めてキリスト教民主主義政党が与党を降り、社会民主主義政党（赤）と自由主義政党（青）による連立政権であることから「紫連立」とも呼ばれた。コックの人気は高く、1998年の選挙でも、民主66の議席減を尻目に労働党と自由民主国民党が議席を伸ばしたため、同じ連立枠組みによる政権が継続された（第2次コック内閣）。
2001年にコックは次期総選挙での政界引退を表明し、アド・メルケルトに党首の座を譲った。2002年の総選挙では、メルケルトがコックに比してカリスマ性が乏しいこと、ピム・フォルタイン党が台頭し、フォルタインの掲げる移民問題などに十分応えることが出来なかったことが相俟って、選挙前の45議席から23議席に議席を減らす大敗を喫した。選挙後、メルケルトは党首を辞任し労働党も野党に下った。
その後、ファウター・ボスが党員によるレファレンダムで党首に選出され、党組織の民主化に着手しイデオロギー上の方向性を大きく変えた。2003年の選挙では、ボスが前回選挙で失ったほぼ全ての議席を奪還、再び議会第2党となったが、キリスト教民主アピールとの連立与党入りへの交渉が難航し、野党に留まった。2006年の地方選挙では党改革が奏功し大勝し、第1党に躍進したものの、国政選挙では与党の社会福祉切り捨てを厳しく批判する社会党へ票が流れ、9議席を失うなど敗北した。選挙後の連立交渉でキリスト教民主アピール、労働党、キリスト教連合による第4次バルケネンデ内閣に参加したが、2010年の総選挙前に連立政権から離脱した。
2012年の総選挙では議席を回復させ、自由民主国民党と労働党による第2次マルク・ルッテ内閣に参加した。2016年にはローデウェイク・アッシャーが新党首に選ばれたが、2017年の総選挙では9議席しか獲得できず、オランダの選挙史上最大の敗北（29議席減）を喫した。2019年の欧州議会選挙では各党で最多の議席を獲得した。2021年1月にアッシャーは育児手当に関するスキャンダルのために党首を辞任し、リリアンヌ・プルメンが党首に就任した。同年3月の総選挙では選挙前と同じ9議席を維持した。ブルメンは2022年4月に党首及び国会議員を辞任し、後任にはアッチェ・クイケンが就任した。2023年11月22日の総選挙にはグリーンレフトと組んで左派連合として臨み、極右の自由党の37議席に次ぐ25議席で議会内第2勢力となった。

## 選挙結果

### 国会 (スターテン・ヘネラール)
| 選挙年 | 得票数    | 得票率 | 獲得議席数 | +/-      | 備考                  |
| ------ | --------- | ------ | ---------- | -------- | --------------------- |
| 1946   | 1,347,940 | 28.61% | 29 / 100   |          | 連立与党              |
| 1948   | 1,262,888 | 25.61% | 27 / 100   | 2        | 連立与党              |
| 1952   | 1,545,844 | 28.97% | 30 / 100   | 3        | 連立与党              |
| 1956   | 1,872,201 | 32.69% | 34 / 100   | 4        | 連立与党（1956-1958） |
| 1956   | 1,872,201 | 32.69% | 34 / 100   | 4        | 野党（1958-1959）     |
| 1959   | 1,821,285 | 30.36% | 48 / 150   | 14       | 野党                  |
| 1963   | 1,753,025 | 28.01% | 43 / 150   | 5        | 野党（1963-1965）     |
| 1963   | 1,753,025 | 28.01% | 43 / 150   | 5        | 連立与党（1965-1966） |
| 1963   | 1,753,025 | 28.01% | 43 / 150   | 5        | 野党（1966-1967）     |
| 1967   | 1,620,447 | 23.55% | 37 / 150   | 6        | 野党                  |
| 1971   | 1,554,733 | 24.60% | 39 / 150   | 2        | 野党                  |
| 1972   | 2,021,454 | 27.34% | 43 / 150   | 4        | 連立与党              |
| 1977   | 2,813,793 | 33.83% | 53 / 150   | 10       | 野党                  |
| 1981   | 2,458,452 | 28.29% | 44 / 150   | 9        | 連立与党（1981-1982） |
| 1981   | 2,458,452 | 28.29% | 44 / 150   | 9        | 野党（1982）          |
| 1982   | 2,503,517 | 30.40% | 47 / 150   | 3        | 野党                  |
| 1986   | 3,051,678 | 33.27% | 52 / 150   | 5        | 野党                  |
| 1989   | 2,832,739 | 31.91% | 49 / 150   | 3        | 連立与党              |
| 1994   | 2,153,135 | 23.97% | 37 / 150   | 12       | 連立与党              |
| 1998   | 2,494,555 | 28.98% | 45 / 150   | 8        | 連立与党              |
| 2002   | 1,436,023 | 15.11% | 23 / 150   | 22       | 野党                  |
| 2003   | 2,631,363 | 27.26% | 42 / 150   | 19       | 野党                  |
| 2006   | 2,085,077 | 21.19% | 33 / 150   | 9        | 連立与党（2006-2010） |
| 2006   | 2,085,077 | 21.19% | 33 / 150   | 9        | 野党（2010）          |
| 2010   | 1,848,805 | 19.63% | 30 / 150   | 3        | 野党                  |
| 2012   | 2,340,750 | 24.84% | 38 / 150   | 8        | 連立与党              |
| 2017   | 599,699   | 5.70%  | 9 / 150    | 29       | 野党                  |
| 2021   | 597,192   | 5.73%  | 9 / 150    | 増減なし | 野党                  |

| 選挙年 | 得票数 | %     | 獲得議席数 | +/-      |
| ------ | ------ | ----- | ---------- | -------- |
| 1946   |        |       | 14 / 50    | 増減なし |
| 1948   |        |       | 14 / 50    | 増減なし |
| 1951   |        |       | 14 / 50    | 増減なし |
| 1952   |        |       | 14 / 50    | 増減なし |
| 1955   |        |       | 14 / 50    | 増減なし |
| 1956   |        |       | 15 / 50    | 1        |
| 1956   |        |       | 22 / 75    | 7        |
| 1959   |        |       | 23 / 75    | 1        |
| 1963   |        |       | 25 / 75    | 2        |
| 1966   |        |       | 22 / 75    | 3        |
| 1969   |        |       | 20 / 75    | 2        |
| 1971   |        |       | 18 / 75    | 2        |
| 1974   |        |       | 21 / 75    | 3        |
| 1977   |        |       | 25 / 75    | 4        |
| 1980   |        |       | 26 / 75    | 1        |
| 1981   |        |       | 28 / 75    | 2        |
| 1983   |        |       | 17 / 75    | 11       |
| 1986   |        |       | 17 / 75    | 増減なし |
| 1987   |        |       | 26 / 75    | 9        |
| 1991   |        |       | 16 / 75    | 10       |
| 1995   |        |       | 14 / 75    | 2        |
| 1999   | 30,976 |       | 15 / 75    | 1        |
| 2003   | 40,613 | 25.12 | 19 / 75    | 4        |
| 2007   | 31,032 | 19.03 | 14 / 75    | 5        |
| 2011   | 30,078 | 18.76 | 14 / 75    | 増減なし |
| 2015   | 17,651 | 11.05 | 8 / 75     | 6        |
| 2019   | 14,921 | 9.52  | 6 / 75     | 2        |

### 欧州議会
| 選挙年 | 得票数    | %     | 獲得議席数 | +/-      | 備考                                |
| ------ | --------- | ----- | ---------- | -------- | ----------------------------------- |
| 1979   | 1,722,240 | 30.39 | 9 / 25     | 増減なし |                                     |
| 1984   | 1,785,165 | 33.70 | 9 / 25     | 増減なし |                                     |
| 1989   | 1,609,626 | 30.70 | 8 / 25     | 1        |                                     |
| 1994   | 945,869   | 22.88 | 8 / 31     | 増減なし |                                     |
| 1999   | 712,929   | 20.11 | 6 / 31     | 2        |                                     |
| 2004   | 1,124,549 | 23.60 | 7 / 27     | 1        |                                     |
| 2009   | 548,691   | 12.05 | 3 / 25     | 4        |                                     |
| 2009   | 548,691   | 12.05 | 3 / 26     | 増減なし | ※リスボン条約批准後の議席数見直し後 |
| 2014   | 446,763   | 9.40  | 3 / 26     | 増減なし |                                     |
| 2019   | 1,045274  | 19.01 | 6 / 26     | 3        |                                     |
| 2019   | 1,045274  | 19.01 | 6 / 29     | 増減なし | ※英国のEU離脱に伴う議席数見直し後   |

## イデオロギー
伝統的に福祉国家建設を目指す社会主義政党を標榜してきた。1970年代は女性解放や環境保全及び第三世界への開発援助といった問題に取り組んでいたが、1990年代に入ると福祉国家改革や公営企業の民営化を掲げるなど方針が穏健化した。2005年には従来の新自由主義的政策を見直し、中道左派寄りの方針を採択したことにより、雇用や社会福祉のほか教育、治安および医療への公的投資を重視するようになった。

## 地方自治
全国414名の市長のうち約70名の党員市長を抱える。在任中の著名な市長としては、欧州主要都市で初のイスラム教徒の市長となったロッテルダムのアーメッド・アブターレブ市長らがいる。

## 選挙母体
歴史的に労働者階級の支持が厚く、現在は公務員や移民の間にも比較的支持が広がっている。アムステルダムやロッテルダムなど大都市やフローニンゲン、フリースラントおよびドレンテの北部各州で強い。

## 党組織

### 代表者会議
地方支部の代議員から構成される代表者会議が党最大の機関である。代表者会議は年1回開かれ、第一院、第二院および欧州議会の候補者を決定するほか、党の運営方針についての最終決定権を有する。2002年以降は全代議員によるレファレンダムが代表者会議に置き換わりつつあり、レファレンダムを通じて党首や議長が選出されている。

### 党員数
2022年時点での党員数は40,540人とされる。

### 関連組織
- 若い社会主義者（蘭: Jonge Socialisten in de PvdA: JS）：青年組織
- ウィアルディ・ベックマン財団（蘭: Wiardi Beckman Stichting）：党シンクタンク。1946年2月5日設立[17]。第二次世界大戦前にSDAP所属の第一院議員で、戦時中はレジスタンスとして活動したウィアルディ・ベックマン（オランダ語版）の名が付けられた[18]。
- マックス・ヴァン・デル・ストゥール財団（蘭: Foundation Max van der Stoel）：国際協力のための関連組織。党所属の元外相で国連大使などを務めた[19]

欧州議会の会派は社会民主進歩同盟に所属している。国際組織としては社会主義インターナショナルに加盟していたが、2013年に設立された進歩同盟に参加し、2014年に社会主義インターナショナルから脱退した。また、欧州社会党に加盟しており、1980年から1987年まではオランダ労働党のヨープ・デン・アイルが党首を務めた。

### 他党との関係

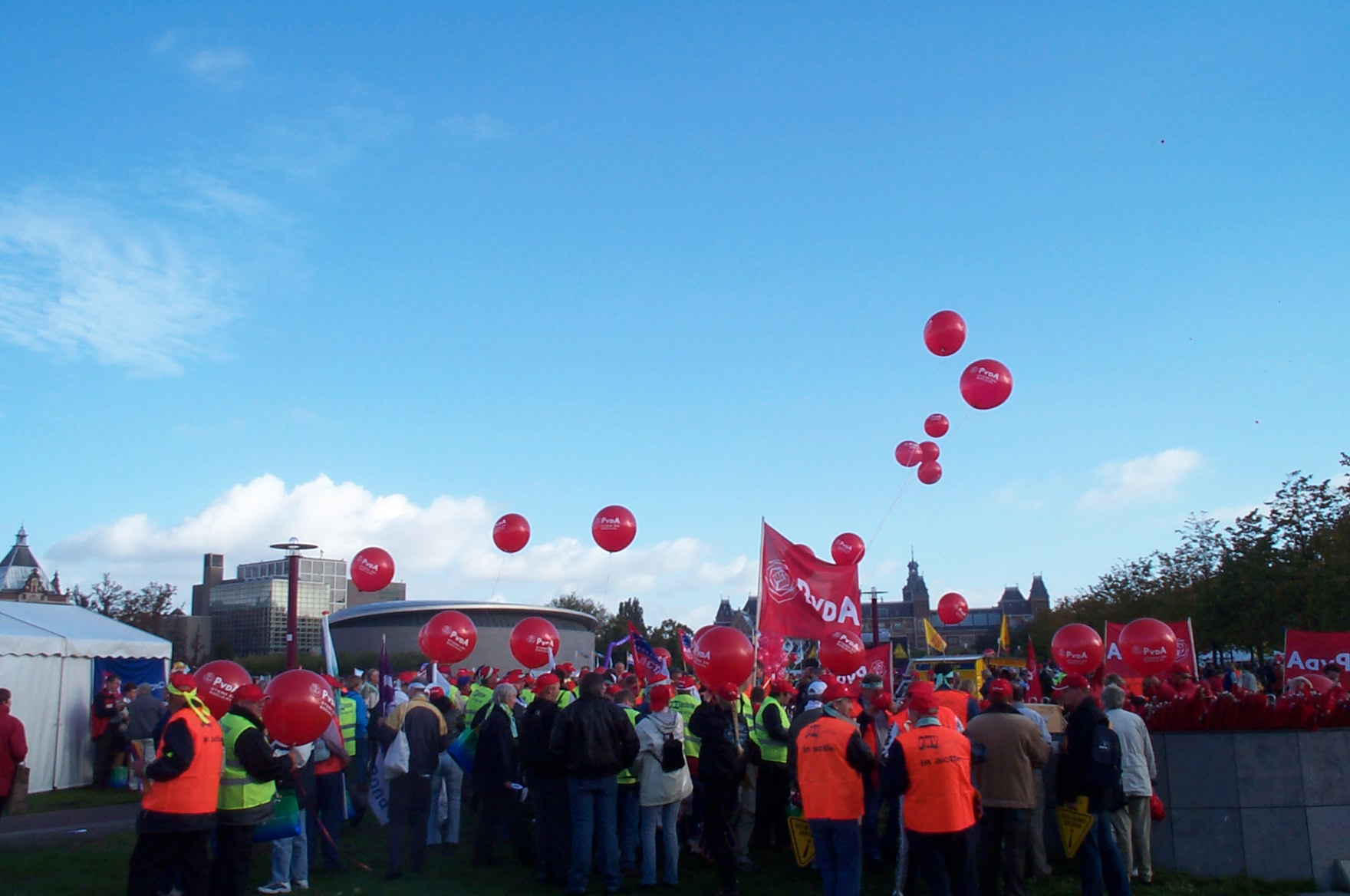
労働党のデモ（2004年10月）

国内ではこれまでキリスト教民主主義政党のキリスト教民主アピールや急進党、リベラル政党の民主66や自由民主国民党などと連立政権を組んでいた。1971年から1977年までは民主66や急進党と、1977年から1989年までは民主66とそれぞれ連立政権を担当していたが、2003年以降は民主66との関係が悪化。民主66が与党の政権では労働党が野党となり、労働党が与党として参画している政権では民主66が野党であった。なお、第2次・第3次バルケネンデ政権では社会党やフルンリンクスとともに労働党も与党入りを打診されたが、党首が要請を断っている。

### 国際比較
1990年代のオランダ労働党（コック政権）の政策は「オランダ・モデル（ポルダー・モデル）」等と呼ばれ、第三の道の一類型として、同時期のイギリスの労働党（トニー・ブレア政権）やドイツの社会民主党（ゲアハルト・シュレーダー政権）などと共に論じられる。